# Eryngium rechingeri
Eryngium rechingeri là một loài thực vật có hoa trong họ Hoa tán. Loài này được Tamamsch. & Pimenov mô tả khoa học đầu tiên năm 1987.